# 青春の光と影 (映画)
青春の光と影（せいしゅんのひかりとかげ、原題:Changes）は1968年製作のアメリカ合衆国の青春映画。日本公開は1969年7月5日。

## 概説
有名どころにあまり頼らずに作った映画で、主人公をはじめ主要人物はほぼ無名である。家庭不和や別れた彼女の自殺などで心に傷を持った大学生の若者が旅に出るロードムービーである。閉塞感と暗い境遇を持つ主人公の若者が、旅先で出会う人々の人生にも触れて行くうちに心境の変化が出るという、ハリウッド映画的な派手さが全く無い、むしろ地味目ではある社会派青春映画。
ジョニ・ミッチェルが作詞作曲し、ジュディ・コリンズが歌った主題歌がヒットした。

## スタッフ
- 監督・脚本：ホール・バートレット
- 脚本：ビル・Ｅ・ケリー
- 撮影：リチャード・ムーア
- 音楽：マーティ・ペイチ、 ウィリアム・スティーブンソン
- 主題歌：ジュディ・コリンズ

## キャスト
- ケント・レイン
- ミシェル・ケーリー
- マーシャ・ストラスマン
- マヌエラ・サース
- ジャック・アルバートソン